# Парковий провулок (Київ)
Па́рковий прову́лок — провулок у Подільському районі міста Києва, місцевість Біличе поле. Пролягає від Білицької до Замковецької вулиці. Має відгалуження до Білицького провулку.
Прилучаються Паркова та Полкова вулиці.

## Історія
Виник у першій половині XX століття під назвою (2-й) Білицький провулок. Сучасну назву набув 1955 року. Згодом (не пізніше 1957 року) був об'єднаний з 78-ю Новою вулицею (виникла в середині XX століття) під сучасною назвою.
У 1938–1944 роках назву Парковий провулок мав Аскольдів провулок на Печерську.